# Ryan Flamingo
Ryan Flamingo (Blaricum, Holanda Septentrional, 31 de diciembre de 2002) es un futbolista neerlandés. Juega de defensa central y su equipo actual es el PSV Eindhoven de la Eredivisie, máxima categoría del fútbol neerlandés.

## Trayectoria
Fue fichado por PSV el 8 de julio de 2024, firmó contrato hasta mediados de 2029.

## Selección nacional
Ha sido internacional con la selección de fútbol de Países Bajos en la categoría juvenil sub-21.
Fue convocado por primera vez el 3 de marzo de 2023, para entrenar con la sub-21.

## Estadísticas

### Clubes
Actualizado al último partido disputado el 18 de mayo de 2025.
| Club                               | Div.          | Temporada     | Liga  | Liga  | Liga   | Copas nacionales | Copas nacionales | Copas nacionales | Copas internacionales | Copas internacionales | Copas internacionales | Total | Total | Total  |
| Club                               | Div.          | Temporada     | Part. | Goles | Asist. | Part.            | Goles            | Asist.           | Part.                 | Goles                 | Asist.                | Part. | Goles | Asist. |
| ---------------------------------- | ------------- | ------------- | ----- | ----- | ------ | ---------------- | ---------------- | ---------------- | --------------------- | --------------------- | --------------------- | ----- | ----- | ------ |
| S. B. V. Vitesse A. · Países Bajos | 1.ª           | 2022-23       | 33    | 3     | 1      | 1                | 0                | 0                | —                     | —                     | —                     | 34    | 3     | 1      |
| S. B. V. Vitesse A. · Países Bajos | Total club    | Total club    | 33    | 3     | 1      | 1                | 0                | 0                | 0                     | 0                     | 0                     | 34    | 3     | 1      |
| F. C. Utrecht · Países Bajos       | 1.ª           | 2023-24       | 35    | 3     | 1      | 2                | 0                | 0                | —                     | —                     | —                     | 37    | 3     | 1      |
| F. C. Utrecht · Países Bajos       | Total club    | Total club    | 35    | 3     | 1      | 2                | 0                | 0                | 0                     | 0                     | 0                     | 37    | 3     | 1      |
| PSV Eindhoven · Países Bajos       | 1.ª           | 2024-25       | 34    | 0     | 2      | 4                | 0                | 0                | 11                    | 3                     | 1                     | 49    | 3     | 3      |
| PSV Eindhoven · Países Bajos       | 1.ª           | 2025-26       | 0     | 0     | 0      | -                | -                | -                | -                     | -                     | -                     | 0     | 0     | 0      |
| PSV Eindhoven · Países Bajos       | Total club    | Total club    | 34    | 0     | 2      | 4                | 0                | 0                | 11                    | 3                     | 1                     | 49    | 3     | 3      |
| Total carrera                      | Total carrera | Total carrera | 102   | 6     | 4      | 7                | 0                | 0                | 11                    | 3                     | 1                     | 120   | 9     | 5      |
| 1. 2.                              |               |               |       |       |        |                  |                  |                  |                       |                       |                       |       |       |        |

### Selección
Actualizado al último partido disputado el 25 de junio de 2025.
| Selección             | Temporada         | Continental | Continental | Continental | Mundial | Mundial | Mundial | Amistosos | Amistosos | Amistosos | Total | Total | Total  |
| Selección             | Temporada         | Part.       | Goles       | Asist.      | Part.   | Goles   | Asist.  | Part.     | Goles     | Asist.    | Part. | Goles | Asist. |
| --------------------- | ----------------- | ----------- | ----------- | ----------- | ------- | ------- | ------- | --------- | --------- | --------- | ----- | ----- | ------ |
| Sub-21 · Países Bajos | 2023              | 2           | 0           | 0           | —       | —       | —       | -         | -         | -         | 2     | 0     | 0      |
| Sub-21 · Países Bajos | 2024              | 4           | 0           | 0           | —       | —       | —       | 3         | 0         | 0         | 7     | 0     | 0      |
| Sub-21 · Países Bajos | 2025              | 5           | 0           | 0           | —       | —       | —       | 3         | 0         | 0         | 8     | 0     | 0      |
| Sub-21 · Países Bajos | Total sel.        | 11          | 0           | 0           | 0       | 0       | 0       | 6         | 0         | 0         | 17    | 0     | 0      |
| Total selecciones     | Total selecciones | 11          | 0           | 0           | 0       | 0       | 0       | 6         | 0         | 0         | 17    | 0     | 0      |
| 1.                    |                   |             |             |             |         |         |         |           |           |           |       |       |        |

## Palmarés

### Títulos nacionales
| Título                        | Club          | País         | Año  |
| ----------------------------- | ------------- | ------------ | ---- |
| Eredivisie                    | PSV Eindhoven | Países Bajos | 2025 |
| Supercopa de los Países Bajos | PSV Eindhoven | Países Bajos | 2025 |